# Suikerunieterrein

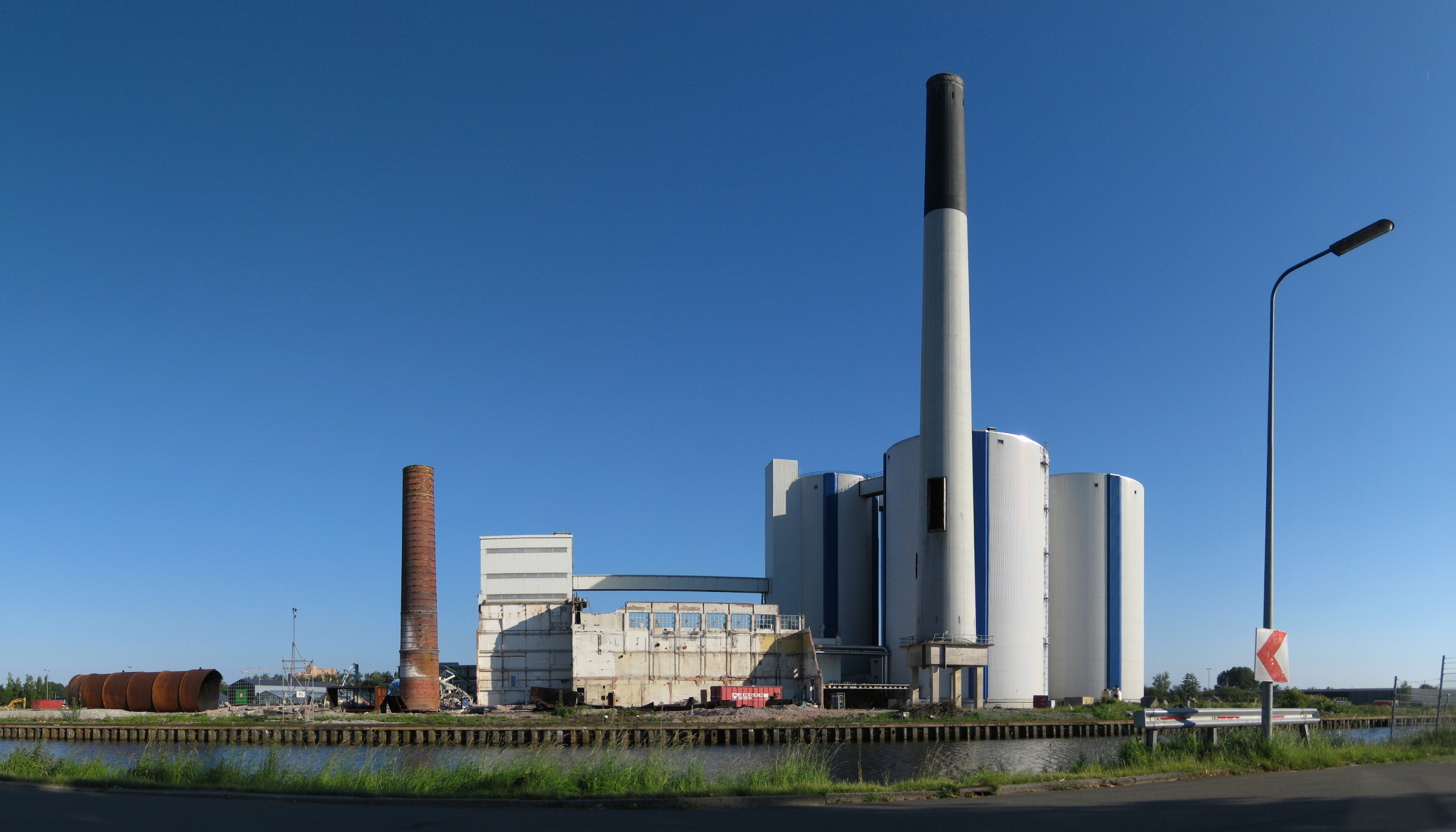
Voormalige fabriek van de Suiker Unie in Groningen tijdens de sloop in 2010

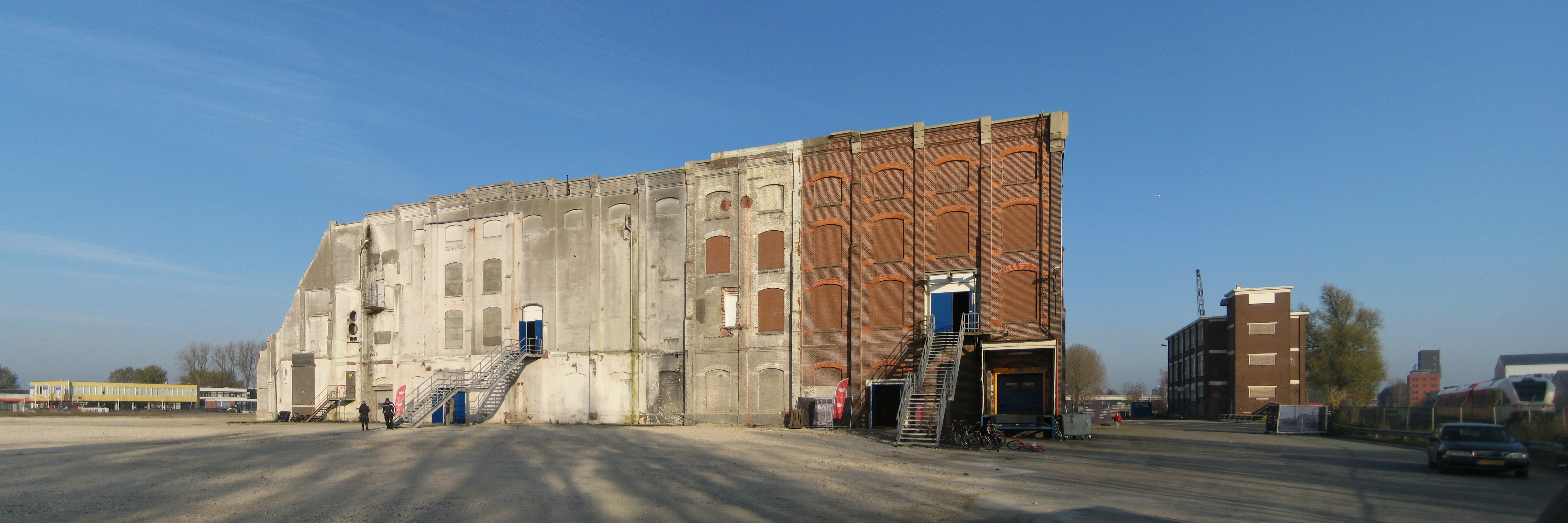
Voormalige suikerfabriek Suiker Unie, Van Heemskerckstraat, Groningen

Het Suikerunieterrein ligt tussen Hoogkerk en Groningen, aan de ringweg, waar vroeger de suikerfabriek van de SuikerUnie stond en dat "Polder ten Zuiden van het Hoendiep" genoemd met het waterschap Verbetering. Het vormt onder de naam Suikerfabriekterrein een buurt binnen de wijk Hoogkerk e.o. binnen het gebiedsdeel West van de gemeente Groningen.
Dit gebied dat sinds 2020 de Suikerzijde wordt genoemd, wordt opgedeeld in  een nieuw stadsdeel De Kreken met 3.000 à 4.000 woningen, een voorterrein en de vloeivelden. Het voorterrein ligt aan de oostkant en  is het voormalige fabrieksterrein dat in januari 2008 na aanpassing van het suikerbietenbeleid door de Europese Unie gesloten werd. Alleen de oude schoorsteen en het zeefgebouw mochten blijven bestaan, om de sloopregeling niet in gevaar te brengen. Sinds 2020 is de Wolkenfabriek gevestigd in het zeefgebouw. Op het Voorterrein vinden de festivals Zienemaan (Openluchtbioscoop 2013-2018), Paradigm (festival) en Kadepop plaats. Het terrein van de pulpbrokjes is aan het noordzijde van het Hoendiep. Deze loodsen zijn gesloopt maar de verharding is nog aanwezig.
Vanaf 2004 zijn de Zuidelijke vloeivelden aan de zuidkant van het spoor aangelegd. Ook liet men toen meer boompjes en struikjes staan om de natuurwaarde te verhogen. In de jaren tachtig waren de bezinkbakken wel toegankelijk maar de cascadevijvers waarbij het water door vrij verval doorstroomde zijn altijd al slecht te bereiken geweest. De laatste jaren werden de helofytenfiltes zelfs met camera's bewaakt. Aangetroffen broedvogels zijn Bergeend, Kleine Plevier, Kluut, Oeverzwaluw, Dodaars en Geoorde fuut.
Aan de zuidkant van het Spoor Groningen- Hoogkerk in Polder De Verbetering werd in december 2020 4 slibbassins uitgegraven als compensatie voor natuur die verloren gaat. Helaas werd toen een grote groeiplaats van Smalle Raai onder de modder bedolven.
In 2022 is een geldbedrag gereserveerd voor het realiseren van een treinstation op het terrein, een toekomstig station op de spoorlijn tussen Groningen en Leeuwarden.

## Geschiedenis
Het Suikerunieterrein begon in 1914 met de oprichting van Friesch-Groningsche Coöperatieve Beetwortelsuikerfabriek in de polder de Verbetering. Het complex groeide met name door milieunormen met uitbreiding van de vloeivelden in de westelijke richting naar Hoogkerk. Vanwege de ligging en het slechte wegennet in de jaren vijftig vond de aanvoer van bieten vaak plaats via het kanaal het Hoendiep en het aanliggende spoor. Auto's reden via de Van Heemskerckstraat naar de Suikerfabriek totdat de fabriek een eigen afslag kreeg van de Ringweg West.
In de periode mei 1944 tot en met april 1945 zijn door de Duitse militairen op de grens van Groningen en Hoogkerk een aantal schuilbunkers neergezet en een anti-tankmuur. De anti-tankmuur tussen Hoogkerk en Groningen is gesloopt.
Het is een Italiaanse tobruk voor een 2-persoons machinepost aan het einde van een dijk in een vroeger vloeiveld (lastig te bereiken door struikgewas) en een Noordelijke en een Zuidelijke bunker. De Canadese tanks en artillerie hebben 13 tot en met 16 april 1945 vanuit het Stadpark deze Duitse verdedigingswerken nog beschoten bij de bevrijding van Groningen. Hierna werd het Suikerunie terrein in een paar uur veroverd door 7 Canadezen die 45 Duitsers gevangen namen.
Beide metsel schuilbunkers uit oorlogstijd zijn verscholen onder zand en begroeiing en hebben een halfrond dak. De Noordelijke bunker ligt vlak langs het pad en is begroeid en kijkt uit over het Westerpark en het Hoendiep. Een bakstenen scherfmuur beschermt de toengang tegen rondvliegende granaatscherven.
Tussen 1960 en 1991 was Stortplaats De Halm in gebruik. De stortplaats ligt in de noordwestelijke hoek tegen het Hoendiep en de Jan Altinkbrug. Bij de aanleg van de verbindingsweg is een deel van de afvalberg gesaneerd. De stortplaats is 3 m hoog en 1m diep en is bedekt met een 1 meter dikke zandlaag. Op deze locatie werd bouwmateriaal, zware metalen en sloopafval gestort.
De gemeente Groningen heeft in 2009 voor 35 miljoen euro dit 130 hectare grote gebied aangekocht. Na 2010 is het voorterrein tijdelijk verhuurd en zijn geeft AOC Terra onderwijs op een deel van de vloeivelden. Een nadeel is de geïsoleerde ligging.